# I’m with You (альбом)
| Совокупная оценка    | Совокупная оценка |
| Источник             | Оценка            |
| -------------------- | ----------------- |
| Metacritic           | (63/100)          |
| Оценки критиков      |                   |
| Источник             | Оценка            |
| Allmusic             | [ 9 ]             |
| Newslab.ru           | (положительная)   |
| OpenSpace.ru         | [ 11 ]            |
| Ведомости            | (положительная)   |
| Коммерсантъ Weekend  | (положительная)   |
| Русский репортёр     | (положительная)   |
| Rolling Stone Russia | (положительная)   |

I’m with You (с англ. — «Я с Тобой») — десятый студийный альбом американской рок-группы Red Hot Chili Peppers, выпущен 23 августа 2011 года на лейбле Warner Bros. Records. Это первый альбом группы, который был записан вместе с новым гитаристом Red Hot Chili Peppers Джошом Клингхоффером, после ухода Джона Фрушанте в 2009 году. Данная пластинка восполнила самый длинный пробел в дискографии команды, поскольку предыдущая студийная запись Stadium Arcadium была выпущена ещё в 2006 году.
Запись альбома началась со студийных сессий на Cello Studios и EastWest Studios в сентябре 2010 года и закончилась в марте 2011 года на Shangri La Studio.

## Предыстория
В августе 2007 года, в конце мирового турне в поддержку альбома Stadium Arcadium, группа отправилась в бессрочный отпуск на один год. В конечном счёте, перерыв в творчестве Red Hot Chili Peppers растянулся более чем на 2 года. За это время Фли успел изучить теорию музыки в университете Южной Калифорнии, барабанщик Чед Смит записал альбом вместе с группой Chickenfoot, после чего отправился гастролировать с командой по всему миру. А гитарист Джон Фрушанте записал и выпустил свой десятый студийный альбом под названием «The Empyrean». По словам Энтони Кидиса, решение об отпуске команды было принято всем коллективом:
На данный момент никто из нас не хочет делать что-либо в рамках группы Red Hot Chili Peppers в течение ближайшего года. По сути, последний мировой тур мы начали ещё в 1999 году, после записи альбома Californication, и мы не могли позволить себе остановиться, пока гастроли не закончились в прошлом году. Мы все эмоционально и физически истощены.
Во время творческого перерыва группу вновь покинул гитарист Джон Фрушанте. Он заявил:
Из моего ухода никто не устроил драмы, не было никаких вспышек гнева или крупных скандалов. Все ребята отнеслись к моему уходу с пониманием. Они поддержали меня и пожелали успехов во всех моих начинаниях.
После ухода Джона из стана коллектива Кидис выразил своё совместное с Фли мнение по поводу произошедшей ситуации:
Ощущение, что Джон хочет покинуть группу, не покидало нас на протяжении долгого времени. Однако нам хотелось, чтобы состав Red Hot Chili Peppers, который исторически сложился уже давно, оставался таким же как можно дольше. Существовало множество слухов о том, что мы рьяно разыскиваем человека на роль гитариста. Так вот, хотелось бы ответить сразу всем: возможно, идеальный вариант на должность нового гитариста скрывается у меня на заднем дворе?
Спустя некоторое время на смену Фрушанте пришёл его друг и соавтор многих песен — Джош Клингхоффер, который выступал вместе с Red Hot Chili Peppers во время гастрольного тура в поддержку альбома Stadium Arcadium. После вступления Джоша в группе Чед Смит заявил следующее:
Мы знаем его очень давно. Он очень умный, красивый и талантливый парень. Он идеально вписался в наш коллектив.
После входа в состав Red Hot Chili Peppers в конце 2009 года Джош впервые выступил в составе группы 29 января 2010 года, когда исполнил песню Нила Янга «A Man Needs a Maid», во время чествования Янга в качестве «человека года» по версии MusiCares. Непосредственно перед выступлением Чед Смит заявил в своём интервью:
Это первый раз, когда мы выступим вместе с Джошем вчетвером, так что это будет волнующий вечер для него. […]Мы не торопимся. Исполняем по одной песне за раз.!
Касательно возвращения группы и выхода нового альбома вокалист Энтони Кидис заявил:
Нет никаких сомнений, что это новый этап нашей карьеры.
А барабанщик группы Чад Смит добавил следующее:
Это новая группа. Казалось бы, то же имя, но это новая группа.
Бас-гитарист Фли отметил:
Это было очередное перерождение... мы возродились и вновь стали молодыми.

## Гастрольный тур в поддержку альбома
Весной 2011 года группой были анонсированы даты первых за последние четыре года концертных выступлений, которые должны озаглавить возвращение Red Hot Chili Peppers из творческой тени. Концертный тур в поддержку нового альбома был назван I’m with You tour. Red Hot Chili Peppers выступили на нескольких азиатских фестивалях, которые рассматриваются в качестве прелюдии к полноценному гастрольному туру. Основная часть турне началась 11 сентября 2011 года, когда коллектив выступил с концертом в колумбийском городе Богота. После выступлений в Латинской Америке группа начала первую часть концертных выступлений по Европе, которая, продлилась до декабря 2011 года. В июле 2012 года группа посетила Россию, выступив в Москве и Санкт-Петербурге.

## Художественное оформление
В июне 2011 года в интервью журналу Spin Чад Смит подтвердил информацию о том, что дизайн обложки альбома будет разрабатывать самый спорный британский художник — Дэмьен Хёрст. 5 июля группа разослала обложку новой пластинки по многим изданиям в качестве рекламы грядущего альбома. Также данная художественная работа была опубликована на официальном сайте группы. Энтони Кидис охарактеризовал обложку следующими словами:
Это всего лишь образ. Иконка, если хотите. Мы не вложили в эту работу никакого смысла, чтобы каждый смог найти для себя в этом творении что-то своё.

## Список композиций
12 июня 2011 года был опубликован список композиций, которые вошли в состав альбома.
Слова и музыка всех песен — Энтони Кидис, Фли, Чад Смит и Джош Клингхоффер.
| №                   | Название               | Перевод               | Длительность |
| ------------------- | ---------------------- | --------------------- | ------------ |
| 1.                  | «Monarchy of Roses»    | Монархия Роз          | 4:12         |
| 2.                  | «Factory of Faith»     | Фабрика Веры          | 4:21         |
| 3.                  | «Brendan's Death Song» | Песня Смерти Брендана | 5:39         |
| Общая длительность: | Общая длительность:    | Общая длительность:   | 14:12        |

| №                   | Название                              | Перевод                       | Длительность |
| ------------------- | ------------------------------------- | ----------------------------- | ------------ |
| 4.                  | «Ethiopia»                            | Эфиопия                       | 3:50         |
| 5.                  | «Annie Wants a Baby»                  | Энни Хочет Ребёнка            | 3:40         |
| 6.                  | «Look Around»                         | Осмотрись                     | 3:27         |
| 7.                  | «The Adventures of Rain Dance Maggie» | Приключения Танца Дождя Мэгги | 4:43         |
| Общая длительность: | Общая длительность:                   | Общая длительность:           | 15:40        |

| №                   | Название                  | Перевод                    | Длительность |
| ------------------- | ------------------------- | -------------------------- | ------------ |
| 8.                  | «Did I Let You Know?»     | Разве Я Не Рассказал Тебе? | 4:21         |
| 9.                  | «Goodbye Hooray»          | Прощай, Ура                | 3:52         |
| 10.                 | «Happiness Loves Company» | Счастье Любит Компанию     | 3:33         |
| 11.                 | «Police Station»          | Полицейский Участок        | 5:35         |
| Общая длительность: | Общая длительность:       | Общая длительность:        | 17:21        |

| №                   | Название                | Перевод                | Длительность |
| ------------------- | ----------------------- | ---------------------- | ------------ |
| 12.                 | «Even You Brutus?»      | И Ты, Брут?            | 4:01         |
| 13.                 | «Meet Me at the Corner» | Встретимся в Углу      | 4:22         |
| 14.                 | «Dance, Dance, Dance»   | Танцуй, Танцуй, Танцуй | 3:45         |
| Общая длительность: | Общая длительность:     | Общая длительность:    | 12:08        |

| №                   | Название               | Перевод                 | Длительность |
| ------------------- | ---------------------- | ----------------------- | ------------ |
| 1.                  | «Strange Man»          | Странный Человек        | 3:36         |
| 2.                  | «Long Progression»     | Длинная Прогрессия      | 3:58         |
| 3.                  | «Magpies on Fire»      | Сороки в Огне           | 3:44         |
| 4.                  | «Victorian Machinery»  | Викторианская Техника   | 4:06         |
| 5.                  | «Never Is a Long Time» | Никогда — Это Долго     | 2:46         |
| 6.                  | «Love of Your Life»    | Любовь Всей Твоей Жизни | 4:06         |
| 7.                  | «The Sunset Sleeps»    | Закат Спит              | 3:58         |
| 8.                  | «Hometown Gypsy»       | Цыган из Родного Города | 3:58         |
| Общая длительность: | Общая длительность:    | Общая длительность:     | 30:12        |

Набор из двух дисков под названием I'm with You – Australian Tour Edition был выпущен 11 января 2013 года исключительно в Австралии для продвижения тура группы в этой стране в 2013 году. Альбом содержит полный студийный альбом на одном диске и восемь отрывков с сессий I'm with You на втором диске.

## В записи участвовали
- Энтони Кидис — вокал
- Майкл «Фли» Балзари — бас-гитара, пианино, труба, бэк-вокал
- Джош Клингхоффер — гитара, пианино, бэк-вокал, шестиструнная бас-гитара (в «Happiness Loves Company»)
- Чад Смит — ударные, перкуссия

Дополнительные музыканты:
- Мани Марк — орган (в «Look Around»)
- Майкл Балджер — труба (в «Did I Let You Know»)

Продюсеры и инженеры:
- Рик Рубин — продюсер
- Владимир Меллер — мастеринг альбома
- Грег Фидельман — инженер микса[31]
- Эндрю Шепс — инженер микса[31]

Художественная работа:
- Клара Бэлзари — фотографии
- Дэмьен Хёрст — художественный директор

## Хит-парады
| Чарт (2011)                                          | Высшая позиция |
| ---------------------------------------------------- | -------------- |
| Argentina Albums Chart (CAPIF)                       | 1              |
| Australia Album Chart (ARIA)                         | 2              |
| Belgium Ultratop (Flanders)                          | 3              |
| Belgium Ultratop (Wallonia)                          | 2              |
| Brazil Albums Chart (ABPD)                           | 1              |
| Czech Republic Albums Chart (IFPI)                   | 2              |
| Denmark Hitlisten (IFPI Danmark & Nielsen Music)     | 1              |
| Finland Official List (IFPI Finland)                 | 1              |
| Hungary Albums Chart (AHRC)                          | 1              |
| Ireland Albums Chart (IRMA)                          | 1              |
| Italy Album Chart (FIMI)                             | 1              |
| Japan Albums Chart (JASDAQ)                          | 1              |
| Korea Gaon Chart (KMCIA)                             | 1              |
| Mexico Top 100 Albuma (AMPROFON)                     | 1              |
| Netherlands Mega Albums Top 100 (GfK Benelux)        | 1              |
| New Zealand Albums Chart (RIANZ)                     | 1              |
| Norway VG-lista (Norwegian Broadcasting Corporation) | 6              |
| Poland Music Chart (OLiS)                            | 1              |
| Russia 2M Топ 25. Альбомы.                           | 1              |
| Slovenia SLO TOP 30                                  | 1              |
| Spain Top 100 Albums (IFPI)                          | 1              |
| Switzerland Music Chart                              | 1              |
| U.K Albums Chart (The Official Charts Company)       | 1              |
| U.S Billboard 200                                    | 2              |